# Cristiane Rozeira
Cristiane Rozeira de Souza  Silva, ismertebb nevén Cristiane (Osasco,  São Paulo, 1985. május 15. –) kétszeres  olimpiai ezüstérmes brazil női válogatott labdarúgó. Jelenleg a brazil Série A2-ben szereplő São Paulo csapatának támadója.

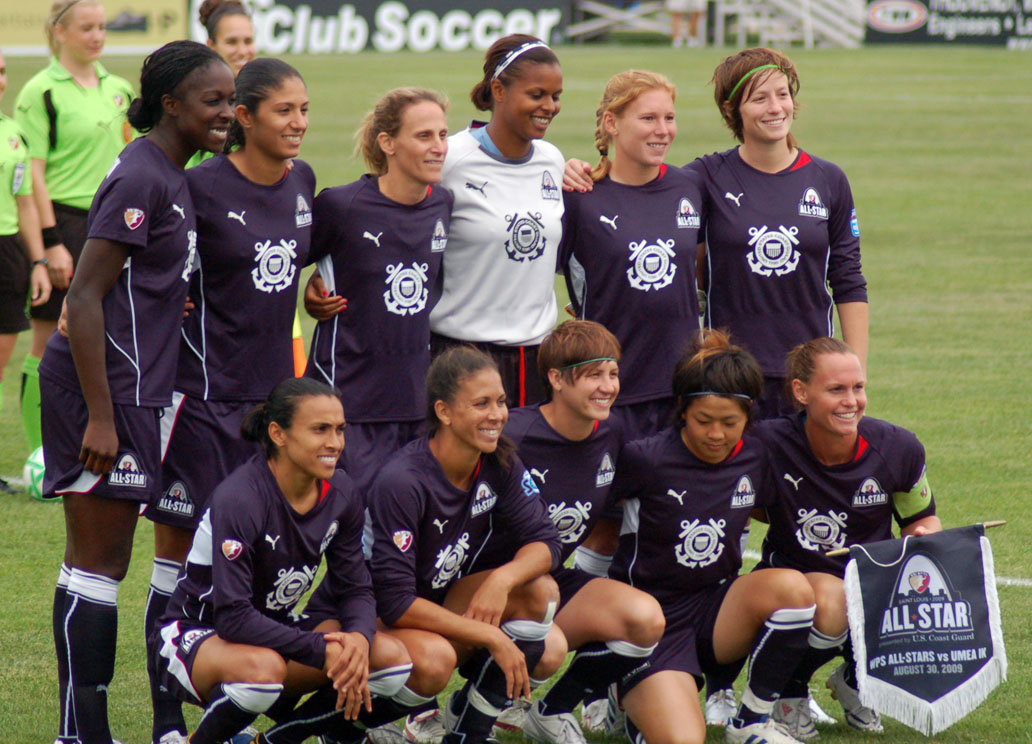
Cristiane (Felső sor, balról a második) a WPS All-Star csapatában 2009-ben.

## Pályafutása
Teherautó-vezető édesapa és  szobalány édesanya gyermekeként született Osascóban. A  labdarúgás iránti szeretete már gyermekkorában megmutatkozott, játékbabái  fejét sokszor labdaként használta, gyakran figyelmen kívül hagyta szülei által  rábízott otthoni feladatait, hogy focizhasson barátaival a környező  grundokon. A kezdeti időszakokban edzéseire, akár 50 percet is sétált napi  szinten. Kitartása eredményeképpen már 15 évesen bemutatkozhatott az U19-es  válogatottban.

### Klubcsapatokban
A São Pauló-i São Bernardo és  Club Atlético Juventus klubjaiban kezdte karrierjét, majd  Európába, a német 1.FFC Turbine Potsdam csapatához került,  ahol legtöbbször csereként számítottak rá, de bajnoki címet szerzett és kiszemelte  magának a rivális VfL Wolfsburg, a német  játékstílushoz azonban Wolfsburgban sem tudott teljes mértékben  alkalmazkodni. A svéd Lingköpingnél folytatta 2008-tól és a lejátszott 14  mérkőzés után a szezon hátralévő részét hazájában, a Corinthiansnál töltötte.
2009-ben a frissen  megalakult Women's  Professional Soccer League adta az új kihívást Cristiane pályafutásában és  a Chicago Red Stars keretéhez csatlakozott. A bajnokságot hat találattal  zárta és olyan nevek mellé kerülhetett a svéd Umeå IK ellen mérkőző  All-Star csapatba, mint Camille Abily, Sonia Bompastor, Shannon  Boxx, Kristine Lilly, Tiffeny Milbrett, Hope Solo, Christie Rampone, Megan Rapinoe, Christine Sinclair, Abby  Wambach, és honfitársai Marta, valamint Formiga.
Két szezon után a visszatért  Brazíliába és a Santos-szal a brazil kupát és a Copa  Libertadorest abszolválta, majd az orosz Rosszijanka színeiben 10 mérkőzésen 10  gólt szerzett, a 100%-os teljesítmény ellenére szíve újra hazahívta és a  São Joséhoz igazolt a bajnokság végéig.
2013-ban a koreai Incshon Dhekdzso-nál játszott pár meccset, majd újra São Paulóba helyezte székhelyét, a Centro Olímpico csatáraként.  Két év alatt 13 mérkőzésen 15-ször volt eredményes, a kevés szereplés miatt  elfogadta a francia Paris Saint-Germain ajánlatát, és két  év alatt két bajnoki ezüstéremmel és egy kupagyőzelemmel bővítette serlegeinek számát, valamint  BL-döntőt játszhatott az  Olympique Lyon ellen, ahol  tizenegyesekkel maradtak alul. 63 meccsen szerzett 50 találatával igazán  pazar szezonokat töltött Párizsban, melyet a mai napig pályafutása  legjobb időszakának tart.
2017-ben a kínai Csangcsun Zhuoyue mezét húzta  magára,  végül 2019-ben szülővárosa újonnan alakul női egyesületéhez a São Paulo-hoz távozott.
Pályafutása alatt a női  labdarúgás minden nagy bajnokságában szerepelt, csak az angol ligában nem mutathatta meg  képességeit, de állítása szerint nem tartja kizártnak, hogy kipróbálja a  számára igen kedvelt angol játékstílust.

### A válogatottban
2003 óta minden nemzetközi  versenyen részt vett a brazil válogatott tagjaként és már a 2003-as felnőtt vb-n csapata mindegyik mérkőzésén  csereként léphetett pályára. 2007, 2011, 2015 és 2019-es világbajnokságon is a keret tagja volt,  összesen 11 góllal Marta után Brazília második  legeredményesebb támadója a világbajnokságok történetében.
Négy olimpián szerepelt a  brazil nemzeti tizenegyben és az athéni, pekingi, londoni, és riói tornán összesen 14 gólt lőtt, mellyel minden idők  legeredményesebb olimpiai  gólszerzője.
2004-ben Athénban, és 2008-ban Pekingben is az  Egyesült Államok ellen buktak el a  döntőben, így olimpiai ezüstérmet szerzett csapatával, egyénileg pedig a  gólkirálynői címet gyűjtötte be (2004-ben megosztva Birgit Prinz-cel).
A Copa  América rendezvényein 4 arany és egy ezüstérem birtokosává vált és 31-szer  zörgette meg ellenfelei  hálóját.

## Sikerei

### Klubcsapatokban
Brazil bajnok (1):
- Corinthians (1): 2018

 Brazil kupagyőztes (1):
- Santos (1): 2009

 Copa Libertadores (1):
- Santos (1): 2009

 Francia bajnoki ezüstérmes  (2):
- Paris Saint-Germain (2): 2015–2016, 2017–2018

 Francia kupagyőztes (1):
- Paris Saint-Germain (1): 2018

 Orosz bajnok (1):
- Rosszijanka (1): 2012

### A válogatottban
- Olimpiai ezüstérmes (2): 2004, 2008
- Világbajnoki ezüstérmes (1): 2007
- Copa América győztes (4): 2003,  2010, 2014,  2018
- Pánamerikai Játékok győztes (3): 2003, 2007, 2015
- Brazil Nemzetközi Torna aranyérmes (4): 2009,[6] 2011, 2012,[7] 2013[8]
- Brazil Nemzetközi Torna ezüstérmes (1): 2010[9]
- SheBelieves-kupa ezüstérmes (1): 2021